# Kwantlen First Nation
Die Kwantlen First Nation (qʼʷa:n̓ƛʼən̓) ist ein Stamm der First Nations in der kanadischen Provinz British Columbia. Ihre Angehörigen siedeln vorrangig auf McMillan Island nahe Fort Langley. Die Kwantlen sprechen traditionell Hunquminum (hən̓q̓əmin̓əm̓), das als Dialekt des Halkomelem zu den Salish-Sprachen gehört und am Unterlauf des Fraser River gesprochen wird.
Die Kwantlen gehören zu den Stó:lō (einer Ethnie, zu denen auch die benachbarten Katzie und Kwikwetlem First Nations sowie viele andere in der Region Lower Mainland in British Columbia gehören), obwohl sie sich im Juni 2018 vom Sto:lo Tribal Council, einem Stammesrat, getrennt haben und zur Zeit als unabhängige Nation auftreten.

## Geschichte
Die Ereignisse und Umstände in der Geschichte und der Kultur der Kwantlen sind sowohl vor als auch nach dem Kontakt mit Europäern nicht von dem der Sto:lo insgesamt zu trennen. Vor dem Kontakt mit Europäern zählten die Kwantlen zu den bevölkerungsreichsten Gruppen am unteren Fraser und zur führenden Gruppierung des Volkes der Sto:lo. Die Kwantlen bewohnten viele bedeutende Orte in ihrem Territorium, zu denen die heutigen Siedlungen New Westminster, Surrey, Langley, Maple Ridge und Mission zählen. Dem Anthropologen Charles Hill-Tout zufolge war sχəyəməɬ das Hauptdorf der Kwantlen, das heutige New Westminster. Direkt gegenüber auf der anderen Flussseite in der Gegend von Surrey lag das sommerliche Fischerdorf qəqəyt. Ein weiteres Schlüsselzentrum des Gebiets der Kwantlen ist das Tal des Stave River, das früher wie heute bedeutend für das Jagen, das Fallenstellen, das Fischen, die Gewinnung von Thuja-Rinde und weitere kulturelle Aktivitäten ist.
Nach dem Kontakt mit den Europäern verlegten die Kwantlen ihre Hauptsiedlung vom heutigen New Westminster zum Fort Langley. Die Hudson’s Bay Company (HBC) hatte 1828 einen Handelsposten im Gebiet etabliert. Die Kwantlen versuchten, defensiv einen Handelsvorteil mit der HBC in Fort Langley aufrechtzuerhalten. Die Bedeutung der Kwantlen für die britische Siedlung in Fort Langley wurde offensichtlich, als die Männer der Hudson’s Bay Company im Fort Krieger der Kwantlen unterstützten, die einen Angriff der Euclataws von Quadra Island zurückschlugen – der Sieg der vereinigten Streitkräfte von Kwantlen und Briten besiegelte das Ende der Raubzüge nördlicher Stämme am unteren Fraser River, die Sklaven jagten. Es war der einzige gemeinsame Kampf von Briten und Indigenen in British Columbia. Die Kwantlen verloren nach der Gründung der Kronkolonie British Columbia an Macht, welche weiter geschwächt wurde, nachdem die Provinz Kanada beigetreten war. Die Regierung der Kolonie übernahm die Kontrolle und übertrug ihre hoheitlichen Aufgaben auf einen Indianeragenten, der durch die Regierung in Ottawa berufen wurde.

## Namensherkunft
Frühe europäische Aufzeichnungen bezeichnen die Kwantlen als Quoitlen, Quaitlines und mit weiteren Variationen dieser Schreibweisen. In den späten 1800er Jahren wurde die Kwantlen First Nation von den Nicht-Indianern als „Langley Indian Band“ bezeichnet. Dieser Name wurde auch offiziell vom Canadian Federal Department of Indian Affairs bis 1994 verwendet. Im Juni 1994 beanspruchte der damalige weibliche Häuptling Marilyn Gabriel den traditionellen Namen Kwantlen für das Volk und die Gemeinde, was durch eine traditionelle Zeremonie untermauert wurde. Der Kwantlen Polytechnic University wurde durch den alten Sto:lo Grand Chief Joe Gabriel das Recht übertragen, den Namen Kwantlen zu verwenden. „Kwantlen“ bedeutet in der Halkomelem-Sprache „rastloser Läufer“.

## Heutige Zeit
Die Kwantlen First Nation ist eine Gemeinschaft, die von einem erblichen Vorsteher (Chief) und Rat (Council) verwaltet und formell von einem Elders Advisory Committee beraten wird, welches einmal monatlich tagt. Mit dieser Führung erfuhr die Gemeinschaft eine kulturelle Wiederauferstehung und solides wirtschaftliches Wachstum. Einige Beispiele der kulturellen Wiederbelebung sind die Eröffnung eines neuen Kulturzentrums, eine Förderung der Sprache (Halkomelem) und die jährlich stattfindende First Salmon Ceremony. Der Unterhalt der Gemeinde wird durch den First Nations Land Management Act aufrechterhalten, welcher es über den Kwantlen Land Code ermöglicht, aus 34 Abschnitten des Indian Act, die in Zusammenhang mit der Verwaltung der Reservate stehen, auszusteigen.
Dem Stamm gehören eine Reihe von Wirtschaftsunternehmen:
- Seyem' Qwantlen Business Management Ltd.
- Seyem' Qwantlen Construction Ltd.
- Seyem' Qwantlen Construction Limited Partnership
- Seyem' Qwantlen Development Ltd.
- Seyem' Qwantlen Development Limited Partnership
- Seyem' Qwantlen Resources Ltd.
- Seyem' Qwantlen Resources Limited Partnership
- Seyem' Qwantlen Ventures Limited Partnership
- Seyem' Qwantlen Ventures Ltd.
- Lelem Hospitality Limited Partnership
- Lelem Hospitality Ltd.
- Seyem' Qwantlen Harbour Authority
- Kwantlen Lands, Resources and Stewardship Ltd.
- Seyem' Qwantlen Housing Society

Zusätzlich zu diesen Unternehmen ist Seyem' Qwantlen an einer Reihe von Facetten des kulturellen Erbes und seiner Verwaltung betreffenden Aktivitäten beteiligt, welche dazu angelegt sind, die lokalen Fisch- und Wildbestände sowie deren Lebensräume zu verbessern und den Respekt der Nicht-Indigenen gegenüber den Kwantlen und ihrer reichen Kultur zu erhöhen.

## Territorium
Der Stamm verwaltet sechs Indian Reserves:
- Whonnock Indian Reserve No. 1, zwischen Whonnock (im Westen) und Ruskin (im Osten), 34,4 ha
- Langley Indian Reserve No. 2, am rechten (westlichen) Ufer des Stave River, eine Meile (1,6 km) von der Mündung in den Fraser River, 58,3 ha; Dieses und die Reserves No. 3 und No. 4 liegen im Distrikt Mission.
- Langley Indian Reserve No. 3, auf der Insel in der Mündung des Stave River, 46 ha
- Langley Indian Reserve No. 4, am linken (östlichen) Ufer an der Mündung des Stave River, angrenzend an den Silvermere Lake, 96 ha
- Langley Indian Reserve No. 5, am rechten (nördlichen) Ufer des Fraser River, zwei Meilen (3,2 km) nordöstlich von Fort Langley, östlich von Albion, 140,6 ha
- McMillan Island Indian Reserve No. 6, auf McMillan Island bei Fort Langley, 181 ha, welches die Hauptgemeinde des Stammes darstellt und wo sich auch dessen Büros befinden

Der Stamm teilt sich auch das Peckquaylis Indian Reserve mit 20 weiteren Stämmen. Es handelt sich um die frühere St. Mary’s Indian Residential School genau östlich von Mission, welche heute ein Kultur-, Verwaltungs- und Geschäftszentrum darstellt.
Das traditionelle Territorium der Kwantlen First Nation befindet sich im Großraum Vancouver und umfasst Ländereien in Langley, Maple Ridge, Pitt Meadows, Mission, Abbotsford, Surrey, New Westminster, Burnaby, Coquitlam, Richmond, Port Coquitlam, Delta und Vancouver. Die Nation hat niemals Gebiete abgetreten und führt keine Verhandlungen über die territoriale Souveränität.

## Auseinandersetzung um die Regierung
Im Februar 2019 griff eine investigative Reportage im Walrus Magazine die in dieser Form seltene erbliche Form der Regierung im Stamm auf. Anders als andere First Nations kennt die Kwantlen First Nation keine Wahlen für irgendein Regierungsamt. Alle verantwortlichen Positionen wurden von der erblichen Anführerin, Chief Marilyn Gabriel, vergeben. Als Reaktion auf die Reportage brachten Mitglieder der Gemeinschaft eine Petition ein, die eine neue, schriftlich fixierte Regierungsvorschrift sowie Wahlen forderte. Am 15. März 2019 veröffentlichte die Stammesverwaltung einen Brief, der an alle Stammesmitglieder adressiert war, und einigen der Forderungen zustimmte. Am 21. Mai 2021 erstellte ein unabhängiger Mediator einen Konsens-Bericht, der einen gewählten Rat und einen erblichen Häuptling berief, was im Stamm seit jeher Männern wie Frauen offensteht. Der Stamm unternahm jedoch infolge des Berichts keine Aktivitäten, eine Vollversammlung der Anführer einzuberufen, die die Anführerin entlassen und neue Ratsmitglieder wählen sollte. In einem Referendum im Februar 2023 erhielt ein neuer Rat 100 % Unterstützung durch die Wähler, eine neue Regierungsvorschrift einzubringen. In Reaktion auf das Referendum strengte die erbliche Anführerin eine Klage gegen Stammesmitglieder an. Die Verhandlung begann im Januar 2024; eine Entscheidung wurde im Februar gefällt. Im Verlauf des Prozesses räumten die Rechtsvertreter der Anführerin ein, dass Stammesmitglieder faktisch das Recht haben, ihre Führung zu entfernen, entweder durch eine Vollversammlung oder eine Wahl.

## Bevölkerung
Im April 2024 umfasste die registrierte Bevölkerung des Stammes 400 Personen. Davon leben 68 Stammesmitglieder in der Reserve, der größte Teil davon in der Haupt-Reserve auf McMillan Island.

## Weitere Quellen
- Al Irwin:  Kwantlen people had many ties to the land (Seite nicht mehr abrufbar. Suche in Webarchiven) In: Langley Times, 20. Februar 2009 (englisch).
- Wendy Stueck:  Hereditary Band Leadership Challenged In: The Globe and Mail, 19. März 2019
- Robert Jago:  Canada’s Hollow Concern for First Nations Democracy In: The Walrus, 21. Februar 2019